# Christian Anders Sundin
Christian Anders Sundin, född 3 december 1816 i Augerum nära Karlskrona, död 1 februari 1886 i Stockholm, var en svensk sjömilitär och riksdagspolitiker. Han var far till Claës Sundin.
Sundin var son till en proviantmästare. Han utnämndes 1836 till sekundlöjtnant vid svenska flottan. Åren 1840–1843 tjänstgjorde Sundin i engelska örlogsflottan och deltog bland annat i krigsföretagen uppför Yangtzefloden till Nanking, varunder de vidsträckta befästningarna vid Wosung och den stora staden Zhenjiang intogs. 
I svenska flottan avancerade Sundin, som 1859 blivit adjutant hos Karl XV, till kommendörkapten (1862), kommendör (1866), konteramiral (1868), viceamiral (1874) och amiral (1884). Bland hans många kommenderingar och tjänsteuppdrag inom svenska flottan bör nämnas, att han 1860 var chef på korvetten HMS Najadens expedition till Sydamerika och Västindien, 1864–1867 ledamot av Förvaltningen av Sjöärendena, 1867 eskaderchef på en förenad svensk-norsk eskader, 1867–1868 och 1875–1878 varvschef i Karlskrona, 1868 vid flottans delning chef för flottan, stationsbefälhavare och överkommendant i Karlskrona (sistnämnda befattning bibehöll han till sitt avskedstagande 1884) samt 1874 inspektör för samtliga flottans praktiska övningar och teoretiska undervisningsanstalter med undantag av Sjökrigsskolan. 
Sundin var ledamot av kommittéerna för uppgörande av förslag till Sveriges sjöförsvar (1861), för sjöofficersbildningen (1864) och för utarbetande av ett på allmän värnplikt grundat förslag till ordnande av sjöförsvaret (ordförande, 1874). År 1863 var han ledamot av Sjöförsäkringsöverrätten. Han var ledamot av Krigsvetenskapsakademien (1866), hedersledamot av Kungliga Örlogsmannasällskapet (1867) och sällskapets ordförande 1868–1878. Han invaldes i Blekinge läns landsting och Karlskrona stadsfullmäktige samt satt som stadens representant i riksdagens andra kammare 1876–1878 och 1885–1886. Sundin blev riddare av Svärdsorden 1860, kommendör av samma orden 1868 och kommendör med stora korset 1874. 
Sundin utmärkte sig enligt Nordisk familjebok för "kritisk skärpa, vidsynthet och fosterlandskärlek". Av såväl Karl XV som Oskar II var han högt uppskattad, och den senare yttrade, då han 1883 till Sundin överlämnade Serafimerorden, att "aldrig har det bandet fästs öfver ett hjärta, som klappat varmare för konung, fädernesland, flagga och plikt".